# Praslin (kvarter)
Praslin är ett tidigare kvarter i Saint Lucia, numera (2021) en del av kvarteret Micoud. Det ligger i den centrala delen av landet. Praslin ligger på ön Saint Lucia.
Följande samhällen finns i Praslin:
- Praslin